# Steyr 100
Der Steyr 100 ist ein Pkw der Mittelklasse, den die Steyr-Daimler-Puch AG ab 1934 produzierte. Die gemäßigt stromlinienförmige Karosserie wurde vom Direktor Karl Jenschke konstruiert. Die Viertürer hatten gegeneinander schließende Türen (Portaltüren; die vorderen vorne angeschlagen, die hinteren hinten), wobei der Mittelpfosten – die B-Säule – wegfiel.
Der Wagen hatte einen 4-Zylinder-Reihenmotor vorne eingebaut, der über ein 4-Gang-Getriebe die Hinterräder antrieb. Die Vorderräder waren an Querblattfedern aufgehängt, die Hinterräder hatten Längsblattfedern. Obwohl nicht sehr leistungsstark, hatten die Fahrzeuge keine Probleme bei der Bewältigung von Alpenpässen, weswegen sie nicht nur in Österreich sehr geschätzt waren. Franz Rehrl war der Erste, der am 22. September 1934 die Großglockner-Hochalpenstraße mit einem umgebauten Steyr 100 befuhr, auf der noch nicht fertiggestellten Fahrbahn.
Bis 1936 entstanden 2850 Exemplare.
1936 wurde der Wagen überarbeitet. Er bekam eine breitere Spur und einen größeren und stärkeren Motor. Das neue Modell wurde als Steyr 200 verkauft und blieb bis 1940 im Angebot. Er wurde 5040-mal gebaut. Eine technische Besonderheit war die Lichtanlassmaschine (Kombination von Anlasser und Lichtmaschine).
Alle Karosserien des Steyr 100 entstanden im Werk in Steyr und sind, außer der aus Holz bestehenden B-Säule des Cabriolets, aus Stahl gefertigt. Bei der Fa. Gläser in Dresden entstand auf einem Steyr-100-Fahrgestell nur eine „Modell-Karosserie“, die auf der Automobil- und Motorrad-Ausstellung 1933 in Berlin gezeigt wurde.
Im Automobilmuseum Aspang in Aspang-Markt in Niederösterreich ist ein Steyr 100 aus dem Jahr 1936 und ein Steyr 200 aus dem Jahr 1937 zu besichtigen.

## Technische Daten
| Typ                   | 100                  | 200                  |
| Bauzeitraum           | 1934–1936            | 1936–1940            |
| Aufbauten             | L4, Cb2              | L4, Cb2              |
| Motor                 | 4 Zyl. Reihe, 4-Takt | 4 Zyl. Reihe, 4-Takt |
| Ventile               | stehend (sv)         | stehend (sv)         |
| Bohrung × Hub         | 70 mm × 90 mm        | 72,8 mm × 90 mm      |
| Hubraum               | 1385 cm³             | 1498 cm³             |
| Leistung (PS)         | 32                   | 35                   |
| Leistung (kW)         | 23,5                 | 25,7                 |
| Verbrauch             | 10 l / 100 km        | 11 l / 100 km        |
| Höchstgeschwindigkeit | 100 km/h             | 100 km/h             |
| Leergewicht           | 950–970 kg           | 990–1000 kg          |
| Zul. Gesamtgewicht    | 1390–1410 kg         | 1430–1440 kg         |
| Elektrik              | 12 Volt              | 12 Volt              |
| Länge                 | 4370 mm              | 4370 mm              |
| Breite                | 1610 mm              | 1610 mm              |
| Höhe                  | 1550 mm              | 1550 mm              |
| Radstand              | 2600 mm              | 2600 mm              |
| Spur vorne / hinten   | 1240 mm / 1240 mm    | 1340 mm / 1340 mm    |
| Wendekreis            | 11,2 m               | 11,2 m               |

- L4 = 4-türige Limousine
- Cb2 = 2-türiges Cabriolet

## Galeriebilder

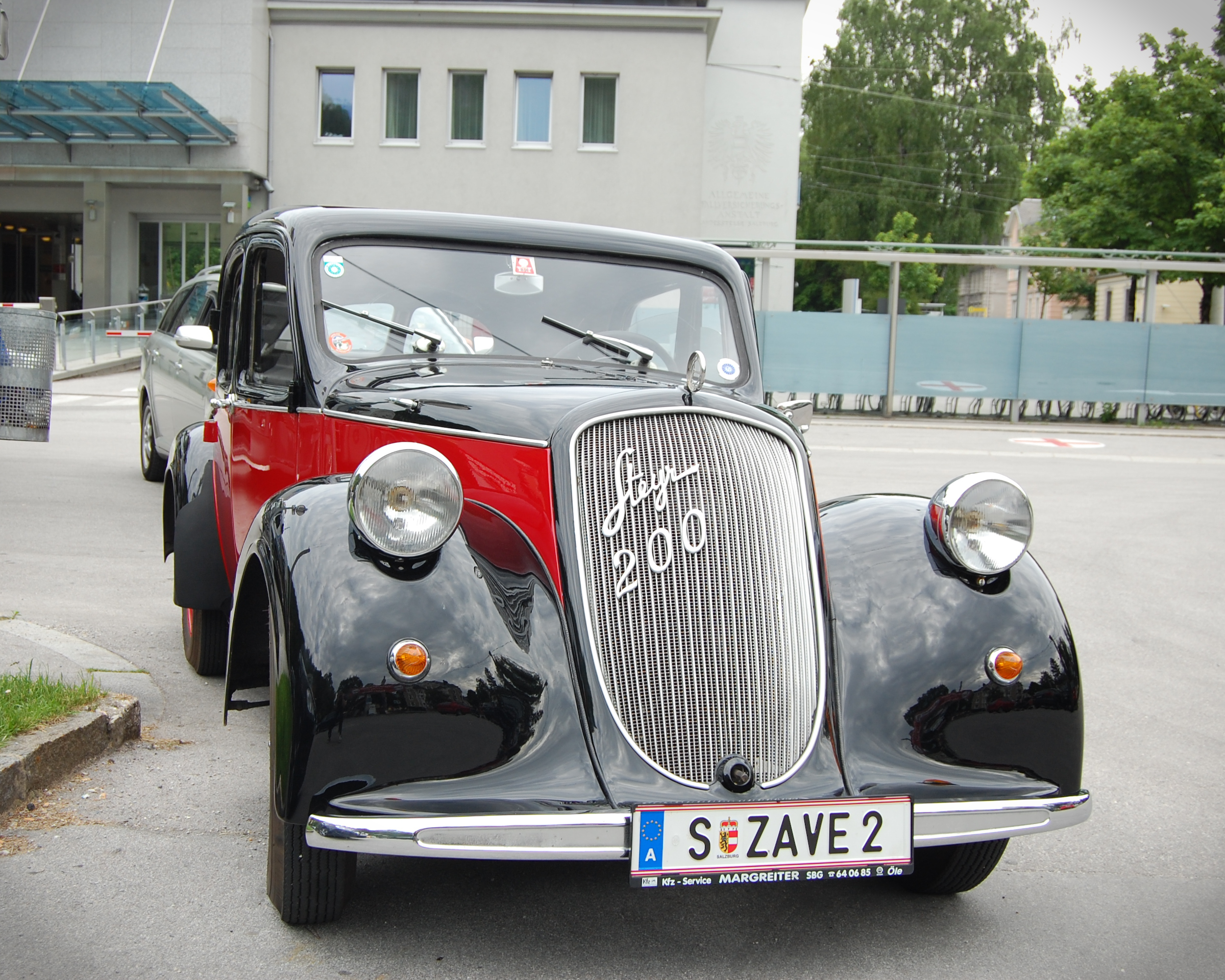
Steyr 200
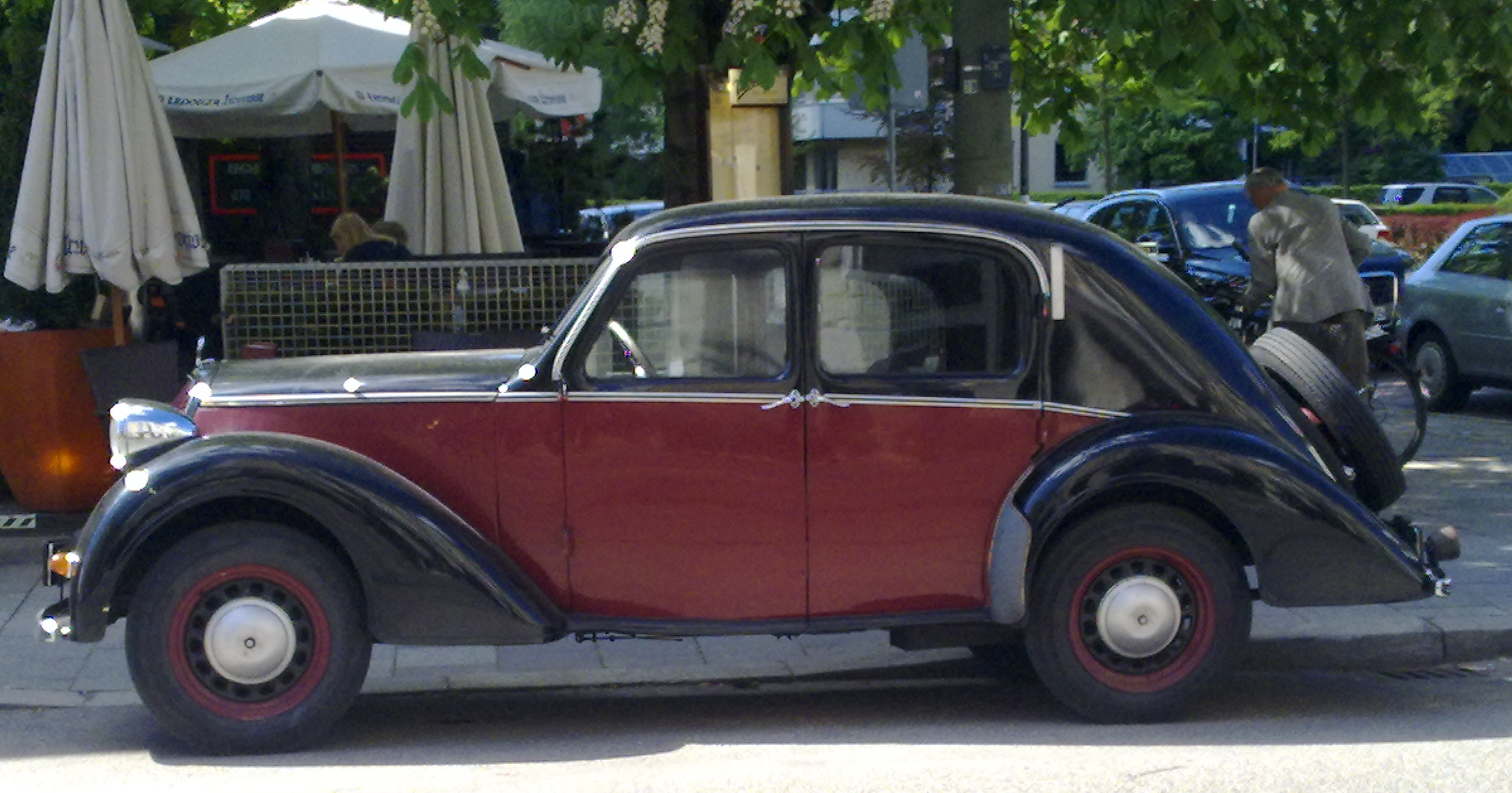
Seitliche Ansicht
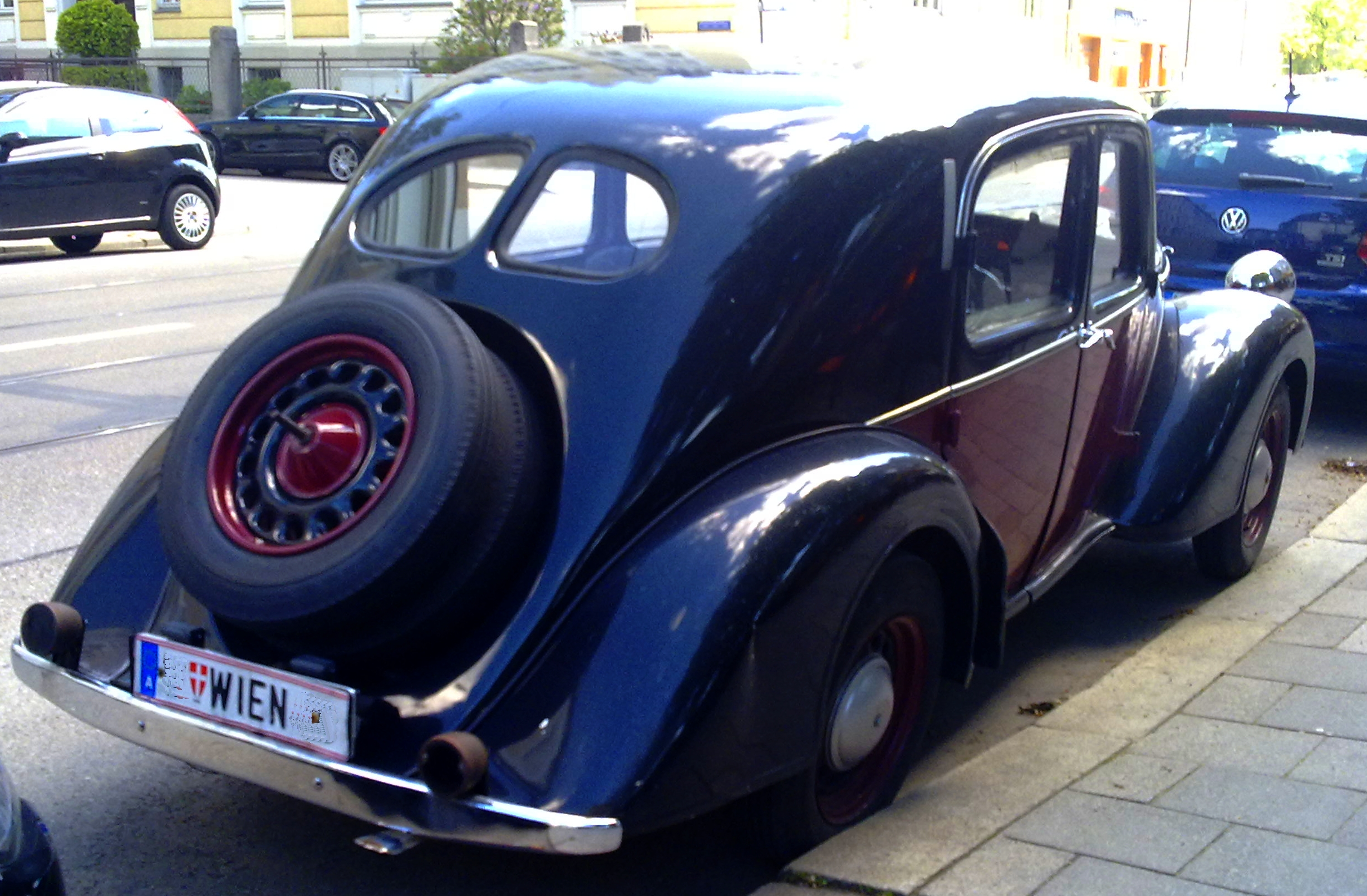
Heckansicht von schräg hinten
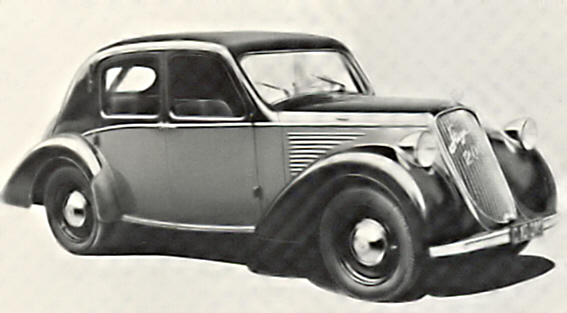
Steyr 200 Limousine (1937)
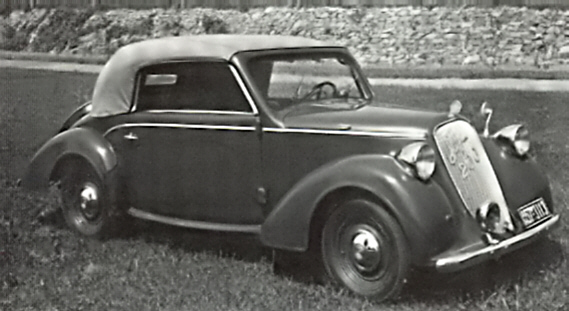
Steyr 200 Cabriolet 2 Fenster (1937)